# Leende dansmusik 82
Leende dansmusik 82 är ett studioalbum från 1982 av det svenska dansbandet Matz Bladhs.

## Låtlista
1. Oh Julie
2. Bara lite kärlek
3. Välkommen hem igen
4. Wonderland by Night
5. En dans på rosor
6. Kärlekens clown
7. Dance with a Dolly
8. Tillsammans
9. Du
10. Nu tändas åter ljusen i min lilla stad
11. Du har i mig en vän
12. Vita rosor från Aten
13. En stjärna föll
14. Fools Fall in Love